# Донузлав
Донузла́в — найглибше озеро в Криму і найбільше озеро Чорноморського району, належить до Тарханкутської групи озер.
Площа — 47 км². Тип загальної мінералізації — солоне, на крайній півночі прісне.
Походження — тектонічне. Зараз для озера більше відповідним статусом може бути лиман, оскільки починаючи з 1961 року (після з'єднання з водами моря) рівень загальної мінералізації змінився від ропи до мінералізованого (солоного), також змін зазнала рослинність, що росте на берегах.

## Опис
Озеро врізається углиб півострова на 30 км, відділяючи Тарханкутський півострів від іншого Криму. Найбільша його глибина — 27 м, у гирлі ширина досягає 8,5 км, а у верхів'ї міліє і звужується до декількох сотень метрів. Від моря Донузлав відокремлений піщаним пересипом, довжина якого становить 9 км, ширина — від 200 до 600 метрів. Площа дзеркальної поверхні Донузлава становить 47 км².
Високі й обривисті береги Донузлава настільки звивисті, що самі утворюють невеликі затоки. У деяких місцях висота берега над рівнем води становить 25 метрів. Ближче до гирла береги пологі, що поступово переходять в піщані пляжі. Дно затягнуто 10-метровим шаром мулу. За своїм складом він подібний до мулу Мойнацького озера і може бути використаний у лікувальних цілях.
Озеро Донузлав солоне. У гирлі концентрація солі така ж, як в морі, але в міру просування вгору озеро міліє, і численні донні джерела значно опріснюють його. Ця особливість озера є причиною того, що в гирлі водиться морська риба — ставрида, бичок, кефаль, барабулька, а у верхів'ї прісноводна — товстолобик, короп. На мілководді багато птахів, що тут гніздяться, — мартини, баклани, кулики, качки. Тут же пролягають шляхи сезонної міграції птахів, де вони відпочивають і годуються. З 1947 року північна частина озера і прилегла прибережна територія оголошені заповідником.
Верхів'я Донузлава заросли макрофітами, серед яких головними рослинами є: очерет південний, рогіз широколистий, очерет лісовий та інші. Озеро є цінним водно-болотним комплексом, де гніздиться і збирається під час міграції багато видів водоплавної дичини (лиска, водяна курочка, чорноголова і червоноголова чернь, крижень, чирок-тріскунок та інші).
До озера впадає балка Старий Донузлав довжиною 45 км і площею водозбору 326 км². Балка має розгалужену мережу — 38 приток різного порядку. Також до озера Донузлав впадають балки Донузлав (довжина 38 км) біля села Красноярське, Чернушка (7 км) — біля зниклого села Чернушки, Бурнук (10 км) — біля селища Новоозерне.

## Історія
Серед істориків і археологів немає єдиної думки, як утворилося озеро. Можливо, у давнину це була відкрита морська затока, що з часом відокремилася від моря піщаним пересипом. А можливо, Донузлав — це та річка Гіпакірис, про яку писав Геродот у своїй «Історії». «Дан» означає «річка»[джерело?]. Дніпро — Данапр, Дністер — Данастр, Дунай — Данубіос. Існує ще одна версія: Донузлав — це частина нижньої течії Дніпра, що відокремилася від нього в давнину.
У 1961 році через пересип був прокопаний канал шириною 200 метрів. Фактично з цієї миті Донузлав перестав існувати як озеро, але назва так і залишилася. Тоді ж були знайдені залишки корабля III—IV віків до н. е., дерев'яний якір зі свинцевим вантажем вагою близько 200 кг і залишки обшивки днища, бронзові цвяхи і кілька амфор.
Дном озера прокладено три гілки газопроводу, якими газ із Глібівського газосховища поступає в усі кінці Криму.
У 2007 році на Донузлаві почалося будівництво яхтно-спортивного містечка з усією інфраструктурою на 300 суден із комплексом обслуговування та ремонту яхт і катерів.
Донузлав з 1995 по 2014 рік був місцем розташування Південної військово-морської бази. На озері базувалися корвет «Луцьк», десантний корабель «Кіровоград» та інші судна ВМС України.
Під час окупації Криму російськими військами 6 березня 2014 року на виході з бухти Донузлав було затоплено два російські кораблі «Очаков» і «Шахтёр». 7 березня було затоплено ще одне судно, а 13 березня було затоплено четверте списане судно. Таким чином було створено барикаду (брандер), що заблокувала вихід з бухти двом кораблям Військово-Морських сил України.